# CAMS 37
CAMS 37 – francuska łódź latająca z okresu międzywojennego, używana także w czasie II wojny światowej.

## Historia
W 1926 roku we francuskiej wytwórni lotniczej Chantiers aéro-maritimes de la Seine (CAMS) opracowano nową wersję rozpoznawczej łodzi latającej przeznaczonej dla francuskiej Marynarki Wojennej. Jej konstrukcja została oparta na wcześniejszej łodzi latającej CAMS-30 i miał być to wodnosamolot przystosowany do działania z baz przybrzeżnych oraz okrętów. 
Była to konstrukcja całkowicie drewniana, w układzie dwupłatu, w dolnym płacie umieszczony był kadłub typu łodziowego. Prototyp oznaczony jako CAMS 37, został wyposażony w silnik Lorraine 12Db o mocy 400 KM, umieszczony w gondoli nad kadłubem, zamocowanej pod płatem górnym i napędzające śmigło pchające. Oblot tego samolotu nastąpił w 1926 roku w Sartrouville. 
Prototyp ten stał się podstawą do budowy serii samolotów oznaczonych jako CAMS 37A dla marynarki wojennej w ilości 110 sztuk, z tego 7 sprzedano do Portugalii. Od prototypu seryjne egzemplarze różniły się mocniejszym silnikiem Lorraine 12Eb o mocy 450 KM, a samoloty przeznaczone dla Portugalii otrzymały silnik Hispano-Suiza 12Gb o mocy 450 KM. W samolotach tych nieznacznie powiększono tylne usterzenie.
W październiku – listopadzie 1926 roku wodnosamolot CAMS 37GR pilotowany przez kpt. René Guilbauda oraz nawigatora Georgesa Bougaulta wspólnie z wodnosamolotem Leo H-19 odbyły lot długodystansowy z Francji na Madagaskar i z powrotem o łącznej długości 22 600 km. 
Od tego momentu do 1935 roku budowano i jednocześnie modyfikowano ten samolot. Produkcję zakończono w 1935 roku, wyprodukowano łącznie 332 samoloty tego typu.

### Wersje samolotu
- CAMS 37 – prototyp, wyposażony w silnik Lorraine 12Db o mocy 400 KM, zbudowano jeden egzemplarz.
- CAMS 37A – rozpoznawcza łódź latająca identyczna z prototypem, wyposażona w silnik Lorraine 12Eb o mocy 400 KM, zbudowano 110 takich samolotów, z tego 7 sprzedano do Portugalii.
- CAMS 37A.2 – wersja przeznaczona do lądowania na wodzie, była pozbawiona podwozia kołowego, zbudowano 45 samolotów tego typu.
- CAMS 37A.3 – wersja z ulepszonym kadłubem, zbudowano dwa samoloty tej wersji. Jeden z tych samolotów przystosowano do lotów długodystansowych – otrzymał on specjalne oznaczenie CAMS 37GR.
- CAMS 37A.6 – wersja pasażerska przeznaczoną do przewozu wyższych oficerów, posiadała zakrytą kabinę.
- CAMS 37A.7 – samolot przeznaczony do łączności i lotów łącznikowych, nie posiadał uzbrojenia, zbudowano 37 takich samolotów.
- CAMS 37A.9 – wersja pasażerska, kadłub miał obudowę metalową.
- CAMS 37.10 – wersja cywilna, samolot pocztowy przystosowany do startu z użyciem katapulty, zbudowano 2 samoloty tego typu.
- CAMS 37.11 (37E) – czteromiejscowy wodnosamolot szkolny, zbudowano 110 samolotów tego typu.
- CAMS 37.12 – wersja cywilna, wyposażony w czteromiejscową kabinę pasażerską.
- CAMS 37.13 (37bis) – wersja z kadłubem metalowym, przystosowana do startu z użyciem katapulty.

## Użycie w lotnictwie
Wodnosamoloty CAMS 37 były od 1928 roku użytkowane we francuskiej Marynarce Wojennej, wyposażono w nie eskadry rozpoznawcze w bazach przybrzeżnych nr 2S1, 3S1 i 4S1, gdzie zastąpiły używane wcześniej samoloty Schreck FBA-17H. Samolotów tych używano również na francuskich okrętach wojennych. Był to podstawowy samolot rozpoznawczy lotnictwa morskiego Francji do roku 1935, kiedy zaczęto go zastępować wodnosamolotem CAMS 55. 
Jednak samoloty te pozostały w służbie aż do 1940 roku, choć w większości używane były w eskadrach szkoleniowych. W czasie mobilizacji w 1939 roku część wodnosamolotów z jednostek szkolnych przeszło do jednostek operacyjnych - eskadr 2S1 i 4S1. Po upadku Francji wszystkie samoloty tego typu zostały przekazane do szkolenia lub skasowane. Na terenie Indochin Francuskich używane były jako samoloty bojowe do 1941 roku.
W marynarce wojennej Portugalii, która posiadała 7 takich samolotów, używano ich do końca lat trzydziestych.

## Opis techniczny
Wodnosamolot CAMS 37 był dwupłatem o konstrukcji całkowicie drewnianej, kadłub łodziowy, kryty sklejką, w wersji 37A.9 i 37.13 kadłub był pokryty blachą. W kadłubie znajdowały się kabiny załogi, odkryte, w wersjach pasażerskich były zakryte. Wersja 37A, 37A.2 posiadało także podwozie kołowe umożliwiające lądowanie na lotniskach naziemnych. Napęd stanowił 12-cylindrowy silnik w układzie V, zamontowany w gondoli pod górnym płatem i napędzający śmigło pchające. 
Samolot był uzbrojony w karabiny maszynowe Lewis kal. 7,7 mm – 2 lub 4 (sprzężone po 2), na dwóch stanowiskach oraz bomby o łącznej wadze 300 kg.